# 杨至成
楊至成（1903年11月30日—1967年2月3日），原名杨序清，貴州三穗縣人，侗族。中國人民解放軍上將。

## 生平

### 早期经历
1919年在贵州甲种农业学校学习期间，曾参加过贵州学生声援五四运动的游行活动。农校毕业后加入滇黔联军。1926年3月，考入黄埔军校第五期，在军校经周逸群介绍加入中国共产主义青年团，次年3月转人中国共产党，接着在国民革命军第二十军任连指导员，参加南昌起义。1928年1月，杨至成参加湘南起义，在作战中右腿受伤。同年4月随朱德、陈毅到井冈山，任工农革命军第4军28团连长，在战争中身负重伤。1928年7月，他担任井冈山留守处主任。1929年，任红四军副官长。
1930年任紅十二軍副官長. 后任红军大学校务部部长，红军总兵站站长，军委总供给部部长兼政治委员，组织兵工、军需、医药生产和物资供给。1934年10月参加长征，1935年1月任军委先遣工作团主任。到达陕北后，1935年11月3日恢复红一方面军番号任后勤部部长，军委后勤部部长兼红军前敌总指挥部总兵站部部长。1936年5月18日组建西方野战军任后勤部部长。

### 抗日战争
1937年6月，杨至成任黄河两延卫戍司令员，此后又任抗日军政大学校务部部长。1938年赴蘇聯治病養傷，此后进入苏共远东局党校、伏龙芝军事学院学习。

### 第二次国共内战时期
1946年1月，随李立三回國。1946年2月任东北民主联军总后勤部政治委员，组织四平战役的后勤供给。其后，在佳木斯、哈尔滨、牡丹江、齐齐哈尔和鸡西等地组织领导军工生产。
1948年5月成立与总后勤部平行的东北军区军需生产部，为首任部长，负责辽沈战役、平津战役的物资保障。
1949年5月，任第四野战军暨华中军区军需生产部部长，又兼任中南军政委员会轻工业部部长。

### 中华人民共和国成立后
1950年8月，中南军区军需生产部合并入后勤部，杨至成任中南军区后勤部部长。
1954年2月，杨至成被任命为中南军区第一副参谋长兼后勤部部长。同年9月任中国人民解放军武装力量監察部副部長。1955年被授銜上將，获一级八一勋章、二级独立自由勋章、一级解放勋章。1958年5月，杨至成任军事科学院副院长。1962年9月，杨至成调任高等军事学院副院长。曾任2、3屆國防委員會委員、第3屆全國人民代表大會常務委員會委員，1967年2月3日因病在北京逝世。